# 降B大調迴旋曲 (莫扎特)
B♭大調小提琴與樂隊迴旋曲，作品號K. 269，是莫扎特創作的音樂作品，於薩爾茨堡完成。樂譜上所標示的完成日期是1776年，但音樂學者卻推斷是界於1775年-1777年期間的作品。而莫扎特的父親利奧普·莫扎特曾於一封1777年9月25日的信件中亦曾提及此樂曲。
這樂曲本來是應小提琴家布魯勒堤（Antonio Brunetti）的要求而寫，用以取代第1號小提琴協奏曲的終樂章。然而，原本的樂章卻得以保留，而這後加的樂章，後來便以獨立樂曲形式發刊。
本曲手稿和第1至4號協奏曲一樣，現存均存於波蘭克拉科夫雅蓋隆圖書館內。

## 分析

### 配器
和第1號小提琴協奏曲完全相同。
- 獨奏：小提琴
- 木管樂器：2雙簧管
- 銅管樂器：2圓號
- 絃樂器：第1小提琴、第2小提琴、中提琴、大提琴及低音提琴

## 外部連結
- 《降B大調迴旋曲 (莫扎特)》：谱子和报道（德语），《莫扎特全集》
- 降B大調迴旋曲 (莫扎特)：国际乐谱典藏计划上的乐谱